# دومينيون سيلان
بين عامي 1948 و 1972، كانت سيلان دولة مستقلة ضمن دول الكومنولث تشارك الملكية مع أستراليا، نيوزيلندا، والمملكة المتحدة وبعض الدول الأخرى ذات السيادة. في 1948، تم منح مستعمرة سيلان البريطانية الاستقلال باسم سيلان. وفي عام 1972 أصبحت جمهورية ضمن دول الكومنولث ‏، وتغير اسمها إلى سريلانكا.